# Luciano Giménez
Luciano Giménez (Salta, 18 de febrero de 2000) es un futbolista argentino que juega como delantero en Huracán, de la Primera División de Argentina.

## Trayectoria

### Inicios
Proveniente de las inferiores de Boca Juniors, fue cedido a préstamo a Central Norte de Salta, club donde realizó parte de su formación antes de pasar a Boca, para disputar el Torneo Transición Federal A 2020.
En un poco más de un año que permaneció en el conjunto salteño, Giménez anotó 5 goles y repartió 2 asistencias en 26 partidos.

### Chaco For Ever
Al año siguiente, es prestado a Chaco For Ever para disputar el Campeonato de Primera Nacional 2022, debutando con el equipo el 14 de febrero en el empate 1 a 1 frente a San Telmo, por la primera fecha del torneo de ascenso. En ese partido asistió a Emanuel Diaz para empatar el encuentro.
El 3 de julio anotó su primer gol, en la victoria 1 a 0 frente a Mitre de Santiago del Estero, por el partido correspondiente a la fecha 22 del campeonato.
En total con el "albinegro", jugó 29 partidos, anotó 2 goles y dio 2 asistencias.

### Chacarita Juniors
Terminado su préstamo en el equipo chaqueño, vuelve a salir cedido, esta vez a Chacarita Juniors, para competir en el Campeonato de Primera Nacional 2023. Su primer partido en el club fue el 11 de febrero de 2023 en el empate 0 a 0 frente a Deportivo Madryn, por la primera fecha del campeonato.
El 1 de abril marcó sus dos primeros goles con el "funebrero" en la victoria 3 a 1 frente a Tristán Suárez, por la octava fecha del torneo.
Luego de una gran campaña, donde anotó 13 goles en 34 partidos, siendo el máximo goleador del equipo en el año, el equipo de San Martín hizo uso de la opción de compra que poseía sobre Giménez, adquiriendo el 50% de los derechos del jugador.

### Cuiabá Esporte Clube
En febrero de 2024 es transferido a Cuiabá Esporte Clube, del Campeonato Brasileño de Serie A.

### Estudiantes de La Plata
En julio de 2024, Estudiantes de La Plata adquirió el 80% de los derechos económicos y firmó su vínculo con la institución hasta diciembre de 2027.
El 21 de diciembre de 2024 ingresó desde el banco de suplentes al equipo que obtuvo el Trofeo de Campeones de la Liga Profesional 2024, en el triunfo ante Vélez Sarsfield por 3 a 0, en el estadio Único Madre de Ciudades. El 21 de febrero convirtió su primer gol en el club, ante Central Córdoba (SdE) en el encuentro correspondiente a la 7.ª fecha del Torneo Apertura 2025.

### Huracán
En julio de 2025 es cedido a préstamo al Club Atlético Huracán, con una opción de compra por el 100% del pase.

## Estadísticas

### Clubes
Actualizado hasta su último partido disputado el 27 de mayo de 2025.
| Club                              | Div.          | Temporada     | Liga  | Liga  | Liga   | Copas nacionales | Copas nacionales | Copas nacionales | Torneos internacionales | Torneos internacionales | Torneos internacionales | Total | Total | Total  | Media goleadora |
| Club                              | Div.          | Temporada     | Part. | Goles | Asist. | Part.            | Goles            | Asist.           | Part.                   | Goles                   | Asist.                  | Part. | Goles | Asist. | Media goleadora |
| --------------------------------- | ------------- | ------------- | ----- | ----- | ------ | ---------------- | ---------------- | ---------------- | ----------------------- | ----------------------- | ----------------------- | ----- | ----- | ------ | --------------- |
| Central Norte (S) Argentina       | 3.ª           | 2020          | 7     | 1     | 0      | —                | —                | —                | —                       | —                       | —                       | 7     | 1     | 0      | 0.14            |
| Central Norte (S) Argentina       | 3.ª           | 2021          | 19    | 4     | 2      | —                | —                | —                | —                       | —                       | —                       | 19    | 4     | 2      | 0.21            |
| Central Norte (S) Argentina       | Total club    | Total club    | 26    | 5     | 2      | 0                | 0                | 0                | 0                       | 0                       | 0                       | 26    | 5     | 2      | 0.19            |
| Chaco For Ever Argentina          | 2.ª           | 2022          | 29    | 2     | 2      | —                | —                | —                | —                       | —                       | —                       | 29    | 2     | 2      | 0.07            |
| Chaco For Ever Argentina          | Total club    | Total club    | 29    | 2     | 2      | 0                | 0                | 0                | 0                       | 0                       | 0                       | 29    | 2     | 2      | 0.07            |
| Chacarita Juniors Argentina       | 2.ª           | 2023          | 33    | 13    | 4      | 1                | 0                | 0                | —                       | —                       | —                       | 34    | 13    | 4      | 0.38            |
| Chacarita Juniors Argentina       | Total club    | Total club    | 33    | 13    | 4      | 1                | 0                | 0                | 0                       | 0                       | 0                       | 34    | 13    | 4      | 0.38            |
| Cuiabá · Brasil                   | 1.ª           | 2024          | 6     | 0     | 0      | 9                | 2                | 0                | 3                       | 0                       | 0                       | 18    | 2     | 0      | 0.11            |
| Cuiabá · Brasil                   | Total club    | Total club    | 6     | 0     | 0      | 9                | 2                | 0                | 3                       | 0                       | 0                       | 18    | 2     | 0      | 0.11            |
| Estudiantes de La Plata Argentina | 1.ª           | 2024          | 14    | 0     | 3      | 1                | 0                | 0                | —                       | —                       | —                       | 15    | 0     | 3      | 0               |
| Estudiantes de La Plata Argentina | 1.ª           | 2025          | 8     | 2     | 0      | 1                | 0                | 0                | 4                       | 1                       | 0                       | 13    | 3     | 0      | 0.23            |
| Estudiantes de La Plata Argentina | Total club    | Total club    | 22    | 2     | 3      | 2                | 0                | 0                | 4                       | 1                       | 0                       | 28    | 3     | 3      | 0.11            |
| Huracán Argentina                 | 1.ª           | 2025          | 0     | 0     | 0      | 0                | 0                | 0                | —                       | —                       | —                       | 0     | 0     | 0      | 0               |
| Huracán Argentina                 | Total club    | Total club    | 0     | 0     | 0      | 0                | 0                | 0                | 0                       | 0                       | 0                       | 0     | 0     | 0      | 0               |
| Total carrera                     | Total carrera | Total carrera | 116   | 22    | 11     | 12               | 2                | 0                | 7                       | 1                       | 0                       | 135   | 25    | 11     | 0.19            |
| 1. 2. 3.                          |               |               |       |       |        |                  |                  |                  |                         |                         |                         |       |       |        |                 |

## Palmarés

### Campeonatos regionales
| Título                   | Club         | Región      | Año  |
| ------------------------ | ------------ | ----------- | ---- |
| Campeonato Matogrossense | Cuiabá E. C. | Mato Grosso | 2024 |

### Campeonatos nacionales
| Título              | Club                    | País      | Año  |
| ------------------- | ----------------------- | --------- | ---- |
| Trofeo de Campeones | Estudiantes de La Plata | Argentina | 2024 |